# Jeokgeumdo
Jeokgeumdo är en ö i Sydkorea.   Den ligger i provinsen Södra Jeolla, i den södra delen av landet, 300 km söder om huvudstaden Seoul. Arean är 1,3 kvadratkilometer.
Terrängen på Jeokgeumdo är platt. Öns högsta punkt är 65 meter över havet. Den sträcker sig 2,5 kilometer i nord-sydlig riktning, och 1,5 kilometer i öst-västlig riktning.